# Steyskaliella tuberculifrons
Steyskaliella tuberculifrons är en tvåvingeart som beskrevs av Soos 1978. Steyskaliella tuberculifrons ingår i släktet Steyskaliella och familjen bredmunsflugor.
Artens utbredningsområde är Mongoliet. Inga underarter finns listade i Catalogue of Life.